# Коломенка (Омская область)
Коломенка — деревня в Крутинском районе Омской области, в составе Новокарасукского сельского поселения.

## История
Основана в 1896 году. В 1928 г. посёлок Куломзинский состоял из 166 хозяйств, основное население — русские. Центр Куломзинского сельсовета Крутинского района Омского округа Сибирского края.

## Население
| 2010 |
| ---- |
| 70   |